# Yofortierita
La yofortierita es un mineral de la clase de los filosilicatos, y dentro de esta pertenece al llamado “grupo de la palygorskita”. Fue descubierta en 1974 en el monte Saint-Hilaire, en Quebec (Canadá), siendo nombrada así en honor de Yves Oscar Fortier, geólogo canadiense fallecido un año antes. Sinónimos poco usados son: palygorskita-mangánica o sepiolita-mangánica, siendo su clave IMA1974-045.

## Características químicas
Es un silicato hidratado de manganeso, hierro y magnesio, que cristaliza en el Monoclínico. Además de los elementos de su fórmula, suele llevar como impurezas: titanio, aluminio, cromo, zinc, calcio y potasio.

## Formación y yacimientos
Aparece en como mineral de última etapa de alteración hidrotermal en vetas de roca pegmatita en el interior de sienitas nefelinas en un complejo de gabro-sienita en el monte Saint-Hilaire (Canadá); también se ha encontrado en Saint-Amable (Canadá) y en el Macizo de Lovozero (Rusia).
Suele encontrarse asociado a otros minerales como: analcima, sérandita, eudialita, polilitionita, egirina, microclina o albita.